# Prnjavor (république serbe de Bosnie)
Pour les articles homonymes, voir Prnjavor.
Prnjavor (en serbe cyrillique : Прњавор) est une ville et une municipalité de Bosnie-Herzégovine située dans la république serbe de Bosnie. Selon les premiers résultats du recensement bosnien de 2013, la ville intra muros compte 8 484 habitants et la municipalité 38 399.

## Géographie

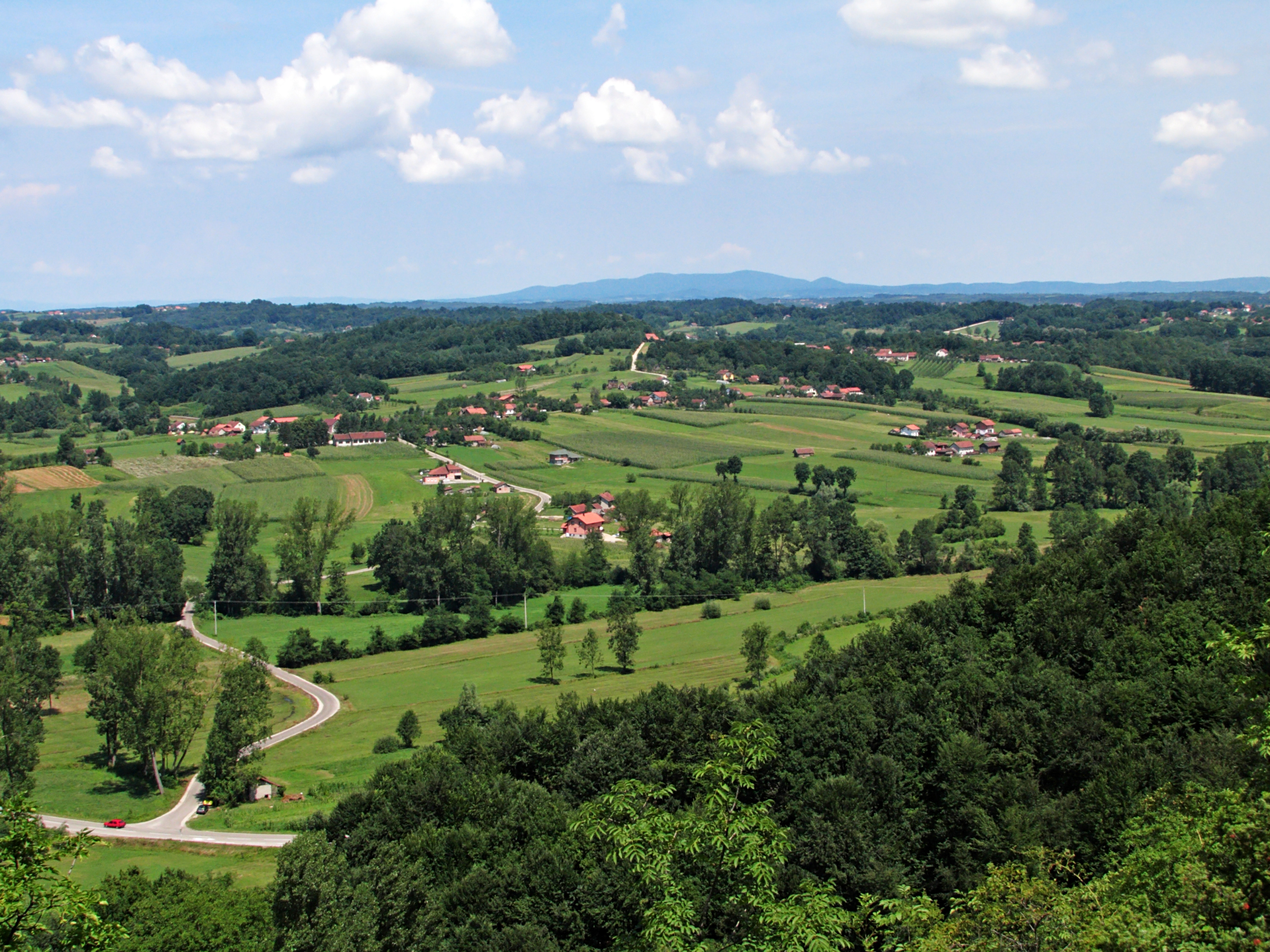
Vue du village de Drenova

La municipalité est traversée par la rivière Ukrina. Elle est entourée par les municipalités de Srbac au nord, Derventa et Doboj à l'est, Teslić au sud, Čelinac au sud-ouest et Laktaši à l'ouest.

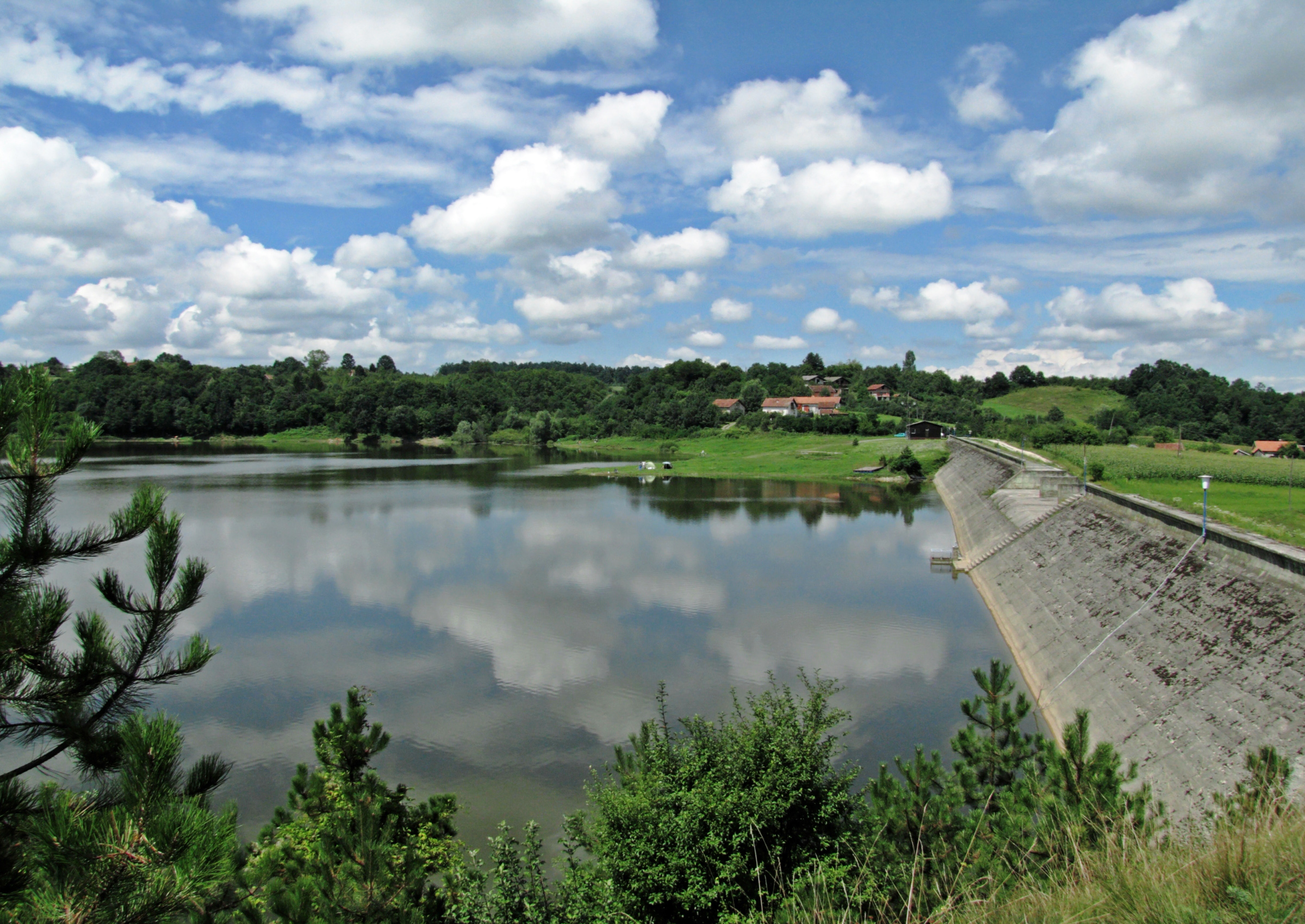
Le lac de Drenova

## Histoire
Une colonie allemande souabe a été établie à Schutzberg (1895-1942), en lien avec la localité de Štrpci : voir Allemands de Roumanie et Allemands du Banat.

## Localités

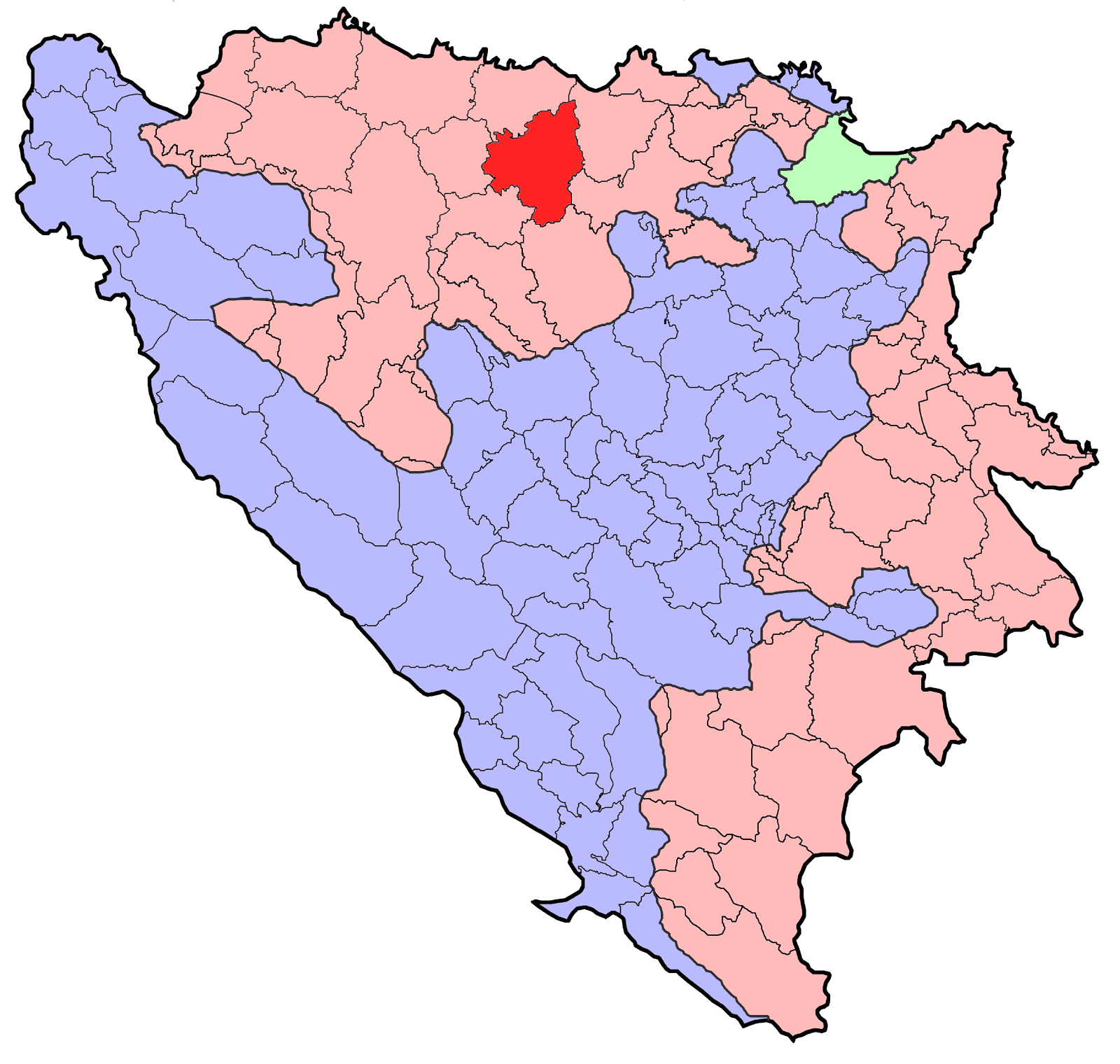
Localisation de la municipalité de Prnjavor en Bosnie-Herzégovine

La municipalité de Prnjavor compte 63 localités :
| - Babanovci - Brezik - Crkvena - Čivčije - Čorle - Doline - Donja Ilova - Donja Mravica - Donji Galjipovci - Donji Palačkovci - Donji Smrtići - Donji Štrpci - Donji Vijačani - Drenova - Gajevi - Galjipovci | - Gornja Ilova - Gornja Mravica - Gornji Galjipovci - Gornji Palačkovci - Gornji Smrtići - Gornji Štrpci - Gornji Vijačani - Grabik Ilova - Gusak - Hrvaćani - Jadovica - Jasik - Karać - Kokori - Konjuhovci - Kremna | - Kulaši - Lišnja - Lužani - Maćino Brdo - Mračaj - Mravica - Mujinci - Naseobina Babanovci - Naseobina Hrvaćani - Naseobina Lišnja - Novo Selo - Okolica - Orašje - Otpočivaljka - Paramije - Pečeneg Ilova | - Popovići - Potočani - Prnjavor - Prosjek - Puraći - Ralutinac - Ratkovac - Skakavci - Srpovci - Šarinci - Šereg Ilova - Šibovska - Štivor - Velika Ilova - Vršani |

## Démographie

### Villeintra muros

#### Évolution historique de la population dans la villeintra muros
| 1948 | 1953 | 1961  | 1971  | 1981  | 1991  | 2013  |
| ---- | ---- | ----- | ----- | ----- | ----- | ----- |
| -    | -    | 2 939 | 4 055 | 6 187 | 8 104 | 8 484 |

|  |

### Municipalité

#### Évolution historique de la population dans la municipalité
| 1971   | 1981   | 1991   | 2013   |
| ------ | ------ | ------ | ------ |
| 46 734 | 48 956 | 47 055 | 38 399 |

#### Répartition de la population par nationalités dans la municipalité (1991)
En 1991, sur un total de 47 055 habitants, la population se répartissait de la manière suivante :

## Politique
À la suite des élections locales de 2012, les 29 sièges de l'assemblée municipale se répartissaient de la manière suivante :
| Parti                                               | Sièges |
| --------------------------------------------------- | ------ |
| Parti démocratique serbe (SDS)                      | 9      |
| Alliance des sociaux-démocrates indépendants (SNSD) | 7      |
| Parti du progrès démocratique (PDP)                 | 2      |
| Parti démocratique (DP)                             | 2      |
| « Radicalement pour le peuple » (SRS RS et NDS)     | 2      |
| Parti radical serbe (SRS)                           | 2      |
| Parti socialiste (SP)                               | 2      |
| Mouvement pour Prnjavor                             | 1      |
| Alliance démocratique nationale (DNS)               | 1      |
| Minorités nationales                                | 1      |

Siniša Gatarić, membre du Parti démocratique serbe (SDS), a été élu maire de la municipalité,.

## Sport
Dans la ville, il y a deux clubs de football, un club de basket, un club d'athlétisme et un club de volley :
- Football : FK Ljubić
- Basket-ball : KK Mladost 76'
- Athlétisme : AK Prnjavor
- Volley-ball : OK Ukrina

## Tourisme

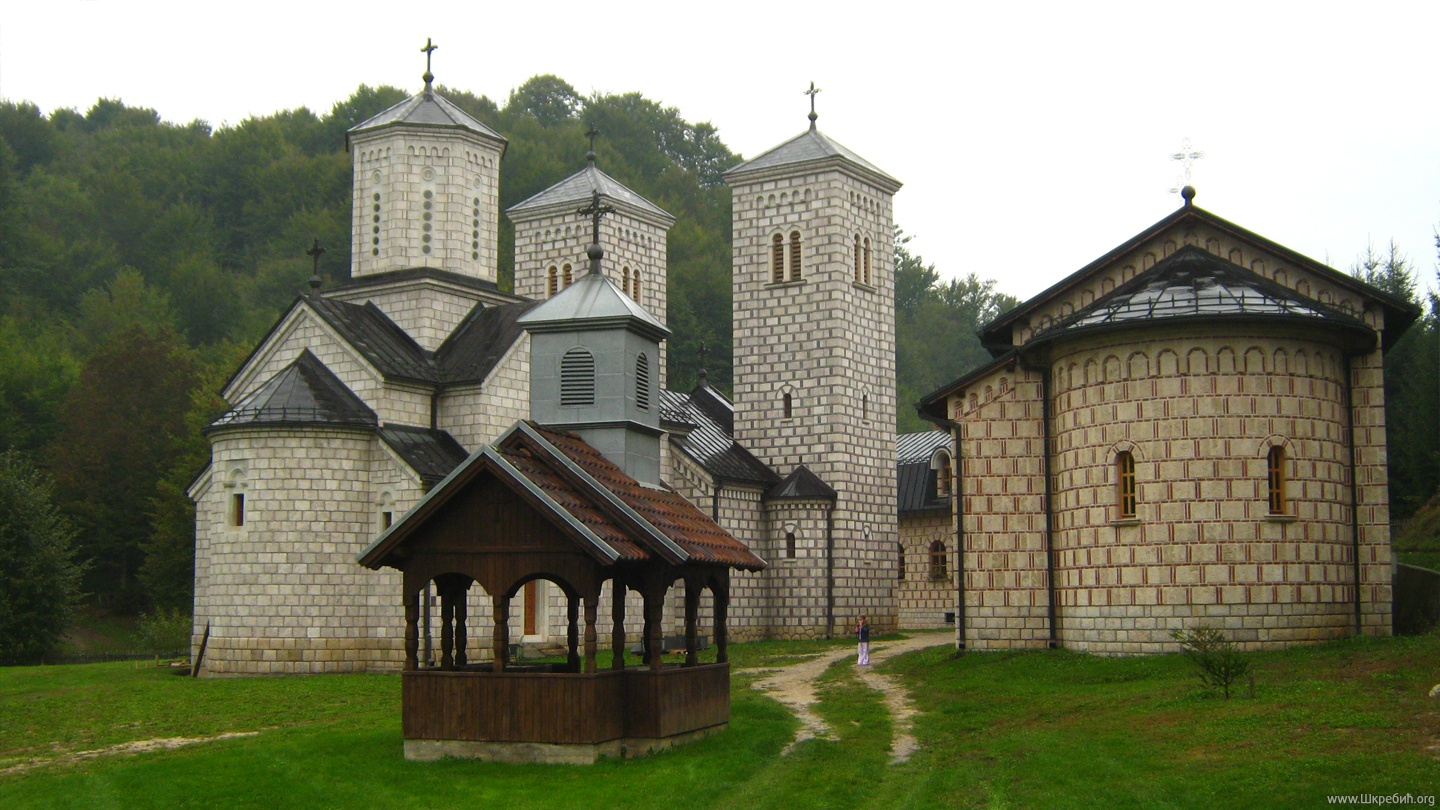
Le monastère de Stuplje